# Argyrosomus inodorus
Argyrosomus inodorus  é uma espécie de peixe da família Sciaenidae e da ordem Perciformes.

## Morfologia
- Os machos podem atingir 145 cm de comprimento total e 36,3 kg de peso.
- Número de vértebras: 25.[4][5]

## Predadores
Na África do Sul sofre predação por Triakis megalopterus.

## Habitat
É um peixe de clima tropical e bentopelágico que vive entre 1–100 m de profundidade.

## Distribuição geográfica
É encontrado na Namíbia e África do Sul.

## Uso comercial
É comercializado principalmente fresco e por vezes também congelado.

## Observações
É inofensivo para os humanos.